# Gare de Villeherviers
La gare de Villeherviers est une gare ferroviaire française de la ligne de Salbris au Blanc, située sur le territoire de la commune de Villeherviers, dans le département de Loir-et-Cher, en région Centre-Val de Loire.
C'est une halte de la Société nationale des chemins de fer français (SNCF) desservie par les trains du réseau TER Centre-Val de Loire.

## Situation ferroviaire
Établie à 100 m d'altitude, la halte de Villeherviers est située au point kilométrique (PK) 201,044 de la ligne de Salbris au Blanc, entre les gares de Loreux et du Faubourg-d'Orléans.

## Histoire
Elle est mise en service le 26 décembre 1901 avec l'ouverture de la voie entre la gare de Salbris et la gare de Romorantin-Blanc-Argent. Le bâtiment voyageurs, fermé en 2011,  est alors racheté par la commune, qui l'a revendu en 2022 à deux passionnés de chemin de fer qui ont entrepris de le rénover pour un usage d'habitation.

## Service des voyageurs

### Accueil

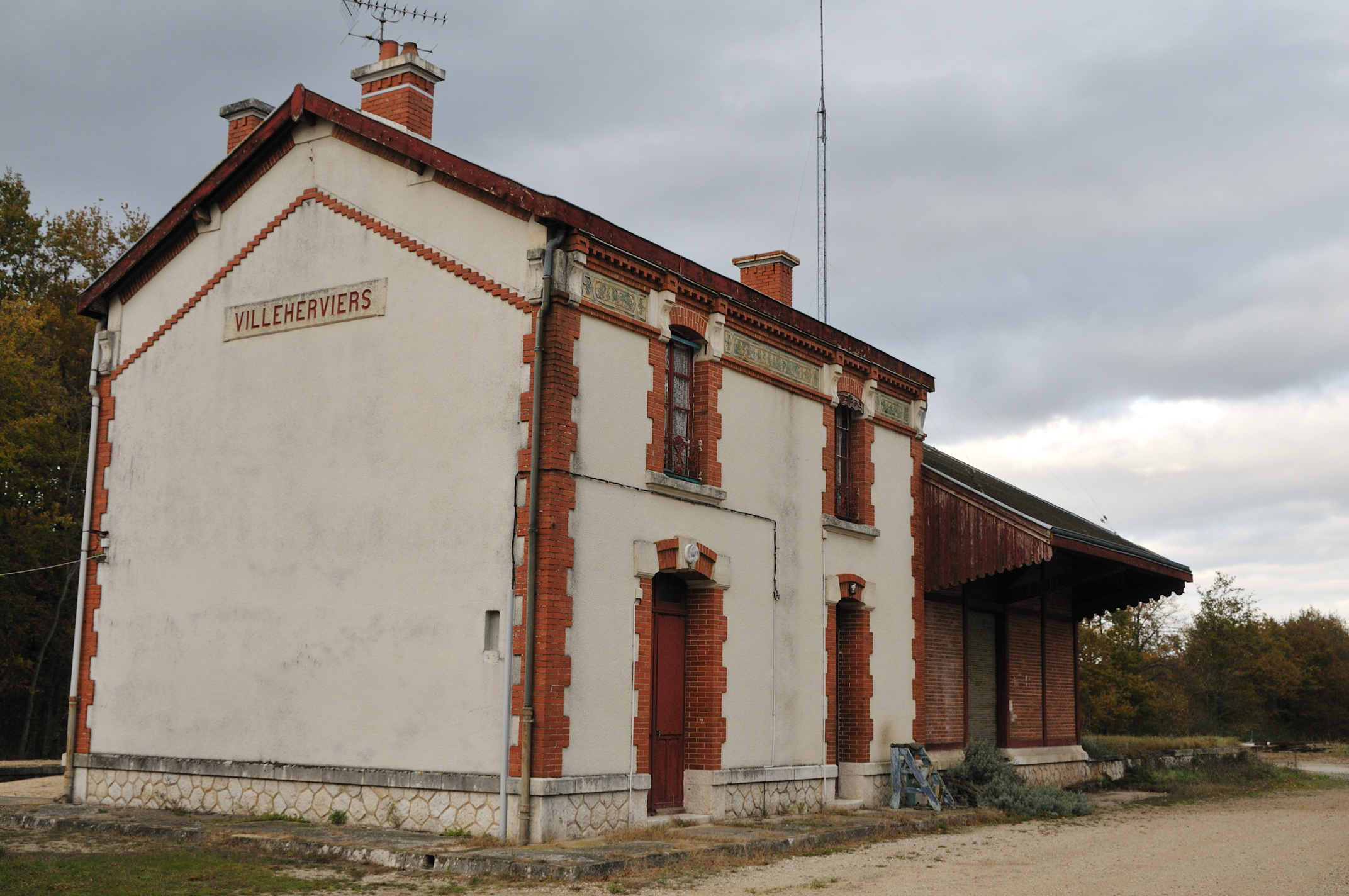
L'ancien bâtiment voyageurs.

Halte SNCF, c'est un point d'arrêt non géré (PANG) à entrée libre.
Elle est équipée de deux quais centraux, encadrant trois voies. Le changement de quai se fait par un platelage posé entre les voies (passage protégé).

### Desserte
En 2012, la halte est desservie par la relation commerciale Luçay-le-Mâle - Romorantin-Lanthenay - Salbris (TER Centre-Val de Loire).